# Cantrill Nunataks
Cantrill Nunataks är en bergstopp i Antarktis. Den ligger i Västantarktis. Argentina, Chile och Storbritannien gör anspråk på området. Toppen på Cantrill Nunataks är 1 498 meter över havet.
Terrängen runt Cantrill Nunataks är lite kuperad. Trakten är obefolkad. Det finns inga samhällen i närheten.